# Parmalat
Parmalat SpA – włoski koncern spożywczo-mleczarski, który po masowym wdrożeniu technologii UHT stał się światowym liderem w produkcji mleka o przedłużonej trwałości. W 2003 roku firma ogłosiła bankructwo z 14 mld € długu, lecz w 2011 roku zostały wykupione jej prawa do nazwy i znaku handlowego i aktualnie (2016) jest filią francuskiej grupy Lactalis; posiada oddziały w Europie, Ameryce, Australii, Chinach i RPA.

## Sport

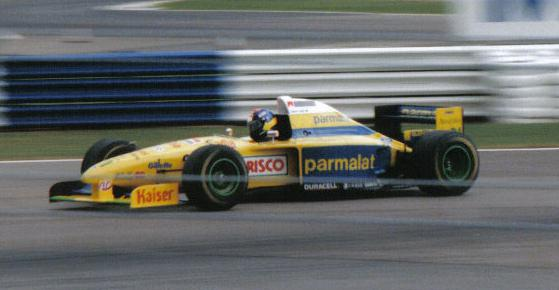
Reklama na bolidzie Pedro Diniza

Przez wiele lat firma była zaangażowana w sponsoring wyścigów Formuły 1. Sponsorowała m.in. kierowców: Niki Laudę, Nelsona Piquet i Ricardo Patrese (jeżdżących w zespole Brabham), a także Pedro Diniza. W latach 1993–1998 firma organizowała międzynarodowy towarzyski klubowy turniej piłkarski pod nazwą Parmalat Cup. Była także sponsorem wielu klubów piłkarskich m.in. AC Parma, Boca Juniors, SL Benfica, Peñarol, Palmeiras.